# International Hockey League 2007/08
Die Saison 2007/08 war die 17. reguläre Saison der International Hockey League (bis 1997 Colonial Hockey League, bis 2007 United Hockey League). Die sechs Teams absolvierten in der regulären Saison je 76 Begegnungen. Das punktbeste Team der regulären Saison waren die Fort Wayne Komets, die in den Play-offs den Turner Cup gewannen.

## Teamänderungen
Folgende Änderungen wurden vor Beginn der Saison vorgenommen:
- Die Chicago Hounds stellten den Spielbetrieb ein.
- Die Elmira Jackals wechselten in die ECHL.
- Die Port Huron Flags stellten den Spielbetrieb ein.
- Die Quad City Mallards wurden inaktiv.
- Die Rockford IceHogs stellten den Spielbetrieb ein und übernahmen das zuvor inaktive Franchise der Cincinnati Mighty Ducks, woraufhin sie ebenfalls unter dem Namen Rockford IceHogs den Spielbetrieb in der American Hockey League fortsetzten.
- Die Port Huron Icehawks wurden als Expansionsteam in die Liga aufgenommen.

## Reguläre Saison

### Abschlusstabelle
Abkürzungen: GP = Spiele, W = Siege, L = Niederlagen, T = Unentschieden, OTL = Niederlage nach Overtime, GF = Erzielte Tore, GA = Gegentore, Pts = Punkte
|                            | GP | W  | L  | OTL | SOL | GF  | GA  | Pts |
| -------------------------- | -- | -- | -- | --- | --- | --- | --- | --- |
| Fort Wayne Komets          | 76 | 56 | 12 | 6   | 2   | 280 | 186 | 120 |
| Port Huron Icehawks        | 76 | 41 | 29 | 2   | 4   | 242 | 230 | 88  |
| Flint Generals             | 76 | 34 | 28 | 5   | 9   | 271 | 276 | 82  |
| Muskegon Fury              | 76 | 35 | 35 | 4   | 2   | 220 | 263 | 76  |
| Kalamazoo Wings            | 76 | 31 | 34 | 5   | 6   | 242 | 252 | 73  |
| Bloomington PrairieThunder | 76 | 31 | 38 | 3   | 4   | 210 | 258 | 69  |

## Turner-Cup-Playoffs
|  | Turner-Cup-Halbfinale | Turner-Cup-Halbfinale | Turner-Cup-Halbfinale |  |  | Turner-Cup-Finale | Turner-Cup-Finale   | Turner-Cup-Finale |
|  |                       |                       |                       |  |  |                   |                     |                   |
|  |                       |                       |                       |  |  |                   |                     |                   |
|  | 1                     | Fort Wayne Komets     | 4                     |  |  |                   |                     |                   |
|  | 4                     | Muskegon Fury         | 2                     |  |  |                   |                     |                   |
|  |                       |                       |                       |  |  | 1                 | Fort Wayne Komets   | 4                 |
|  |                       |                       |                       |  |  | 2                 | Port Huron Icehawks | 3                 |
|  | 2                     | Port Huron Icehawks   | 4                     |  |  |                   |                     |                   |
|  | 3                     | Flint Generals        | 1                     |  |  |                   |                     |                   |
|  |                       |                       |                       |  |  |                   |                     |                   |

## Vergebene Trophäen

### Mannschaftstrophäen
| Auszeichnung                     | Team              |
| -------------------------------- | ----------------- |
| Turner Cup Gewinner der Playoffs | Fort Wayne Komets |